# Rivière Coats
Pour les articles homonymes, voir Coat et Coats.
La rivière Coats est un affluent de la rive droite de la Grande rivière de la Baleine, laquelle se déverse sur la rive est de la baie d'Hudson, au village de Kuujjuarapik. La rivière Coats coule vers l'ouest, dans le territoire non organisé de la Baie-d'Hudson, dans le Nunavik, dans la région administrative du Nord-du-Québec, au Québec, au Canada.

## Géographie
Les bassins versants voisins de la rivière Coats sont :
- côté nord : rivière Boutin, lac Robitaille ;
- côté est : lac Thibault ;
- côté sud : Grande rivière de la Baleine ;
- côté ouest : Baie d'Hudson (à la hauteur de Castle Island).

Longue d'environ 160 km, la rivière Coats prend sa source au nord-ouest du Petit lac Kakupis (altitude : 226 m) dont l'embouchure situé à l'ouest est à une cinquantaine de kilomètres à l'est de Kuujjuarapik, à l'ouest du lac Élizabeth et au sud du lac Kakupis. Ce dernier plan d'eau se déverse dans la rivière Boutin qui coule vers l'ouest. Le Petit lac Kakupis s'approvisionne de plusieurs petits lacs de montagnes dont plusieurs sommets environnants dépassent 300 m.
À partir du Petit lac Kakupis, la rivière Coats traverse vers l'ouest le lac de Gannes (altitude : 222 m) qui a une forme complexe à cause de ses nombreuses baies, îles et presqu'îles. Puis, les eaux de la rivière Coats se dirigent vers l'ouest jusqu'à la décharge (venant du nord) du lac Robitaille (altitude : 227 m) lequel est situé à 26,3 km (en ligne directe) avec le littoral est de la baie James.
À partir de la décharge (altitude : 203 m) du lac Robitaille, la rivière Coats entreprend son cours inférieur en traversant sur 49,2 km plusieurs rapides et de chutes. La rivière descend alors vers le sud-ouest parallèlement au littoral de la baie d'Hudson, en serpentant en sept coudes qui marquent sept segments de rivière. Cette rivière constitue l'affluent majeur sur la rive droite de la Grande rivière de la Baleine. Elle se déverse à une altitude de 136 m dans Grande rivière de la Baleine à 50,7 km (mesuré en suivant le cours de la rivière) en amont de l'embouchure de la rivière Denys.

## Toponymie
Dans son rapport d'exploration de 1902 de la côte est de la baie d'Hudson, Albert Peter Low attribue à cette rivière l'appellation
« Coast River ». La carte géologique no 780 remontant à 1903 et publiée en annexe de ce rapport indique aussi le nom de Coast River. Cette pratique de désignation hydrographique de cette rivière se répétera jusqu'en 1973. En sus, la carte du district d'Ungava préparée par James White et datée de 1911 fait référence au toponyme Coast Branch comme désignation de cette rivière.
En 1946, la Commission de géographie du Québec officialise l'appellation "Rivière Coast" pour désigner ce cours d'eau. Dix ans plus tard, la graphie «R. Coast» figure sur la carte de la province de Québec publiée par le Département des Terres et Forêts du Québec. En 1962 et en 1969, l'appellation "Coast River" est encore utilisée sur les cartes de la série topographique nationale à l'échelle 1 :50 000 et 1 :500 000 respectivement.
Le Répertoire géographique du Québec (1969) nomme aussi ce cours d'eau sous l'appellation de Coast. En 1973, la Commission de géographie du Québec adopte la transformation de la graphie Coast en Coats. La Commission invoquait alors l'orthographe erronée du nom car cet hydronyme évoque l'œuvre cartographique du capitaine William Coats, explorateur au service de la Compagnie de la Baie d'Hudson, mort en 1752. Sa contribution principale à la connaissance du territoire fut l'exploration qu'il fit de près de 500 milles le long de la côte de la baie d'Hudson entre le cap Digges et le lac Guillaume-Delisle. Il résuma ses recherches dans un rapport et dans une série de cartes manuscrites d'une grande qualité. Or, les notes de Coats ne permettent pas d'attester qu'il s'est rendu à la rivière portant son nom. Existe-t-il vraiment un lien entre le cours d'eau et l'explorateur? En parallèle, il n'est point déraisonnable d'interpréter que la graphie Coast est une appellation bien orthographiée ; cette hypothèse exclut alors le lien à William Coats.
Ainsi, le terme coasts s'avérerait une simple désignation géographique utilisée comme hydronyme dès la fin du XIXe siècle, pour le distinguer deuxième branche de la Grande rivière de la Baleine. À cette époque, l'appellation "Great Whale River" désignait occasionnellement la partie inférieure du cours d'eau, soit jusqu'à l'embouchure de la rivière Coats. À partir de cette confluence et en regardant vers l'amont, les deux branches portaient alors les désignations de "Coast River" et d'Abchigamich River. Il est plausible qu'Albert Peter Low ait créé l'appellation "Coasts", signifiant la branche de la rivière qui se trouve du côté du littoral de la baie d'Hudson, par opposition à la branche s'enfoncant vers l'intérieur des terres.
Ainsi, la désignation toponymique rivière Coats semble récente. La carte en annexe du rapport daté de 1896 sur des explorations effectuées par Albert Peter Low dans la péninsule du Labrador et le long des rivières Eastmain, Koksoak, Hamilton et Manicouagan ne mentionne pas la rivière Coats.
Le toponyme rivière Coats a été officialisé le 13 février 1973 à la Commission de toponymie du Québec.